# کلیدی برای دل
کلیدی برای دل (انگلیسی: Keys to the Heart؛‏ کره‌ای: 그것만이 내 세상) فیلم کمدی درام محصول سال ۲۰۱۸ کره جنوبی به کارگردانی چوی سونگ هیون است. در این فیلم لی بیونگ هون، یون یو جونگ و پارک جونگ مین ایفای نقش کردند. کلیدی برای دل در ۱۷ ژانویه ۲۰۱۸ منتشر شد.

## بازیگران
- لی بیونگ هون در نقش جو ها
  - پارک سانگ هون در نقش جوانی جو ها
- یون یو جونگ در نقش این سوک
- پارک جونگ مین در نقش جین ته
- هان جی مین در نقش هان گا یول
- چوی ری در نقش سو جونگ

## تولید
تصویربرداری اصلی در ۶ ژوئن ۲۰۱۷ آغاز شد و در ۲۷ اوت ۲۰۱۷ به پایان رسید.

## جوایز و نامزدی‌ها
| مراسم جوایز      | دسته                  | گیرنده         | نتیجه    | منابع |
| ---------------- | --------------------- | -------------- | -------- | ----- |
| دومین جوایز سئول | بهترین بازیگر مرد     | لی بیونگ هون   | نامزدشده | [ ۷ ] |
| دومین جوایز سئول | بهترین بازیگر مکمل زن | کیم سونگ ریونگ | نامزدشده | [ ۷ ] |

## بازخلق
اقتباس فیلیپینی این فیلم در اکتبر ۲۰۲۳ در نتفلیکس منتشر شد.